# Menet (Prinzessin)
Menet war eine altägyptische Königstochter. Sie ist vor allem von einem beschrifteten Sarkophag bekannt, der sich in einer Grabanlage neben der Pyramide von Sesostris III. (ca. 1872 v. Chr. bis um 1852 v. Chr.) in Dahschur fand. Daher wird oftmals davon ausgegangen, sie sei die Tochter dieses Herrschers gewesen, die wahrscheinlich unter König Sesostris III. oder Amenemhet III. bestattet wurde. Sie trug die Titel Königstochter und Vereinigt mit der Schönheit der weißen Krone.

## Ihre Grabanlage
Menet wurde in einer Grabkammer bestattet, welche von einem Gang abzweigt. An diesem unterirdischen Gang gab es verschiedene Bestattungen königlicher Damen, deren Grabkammern alle vom Hauptgang aus zu erreichen waren. Alle diese Bestattungen waren bei der Wiederentdeckung in der Neuzeit jedoch schon beraubt. Menet selbst war einst in einem Kalksteinsarkophag beigesetzt. Dieser trug eine kurze Inschrift, die ihre Titel und ihren Namen nennt. Die meisten anderen Sarkophage in den benachbarten Grabkammern waren dagegen unbeschriftet.